# Holgate Shoal
Holgate Shoal ist ein Gebiet aus Untiefen in der zum Archipel Südgeorgiens gehörenden Gruppe der Willis-Inseln. Es liegt östlich der Ramp Rocks und 2,5 km nordwestlich von Main Island.
Das UK Antarctic Place-Names Committee benannte das Gebiet 1964 nach Able Seaman Ralph Alan Holgate (* 1939), der es 1961 von Bord des Schiffs HMS Owen erstmals kartiert hatte.